# Luc Criel
Luc Criel (Gent, 7 januari 1958 – aldaar, 26 januari 2018) was een Belgisch voetballer.

## Carrière
Luc Criel sloot zich op 14-jarige leeftijd aan bij de voetbalafdeling van KAA Gent. Hij debuteerde in het seizoen 1978/79 bij het eerste elftal, dat op dat ogenblik in Tweede klasse speelde. In totaal speelde hij elf seizoenen voor de Buffalo's. In die periode wist hij tweemaal promotie van Tweede naar Eerste klasse af te dwingen. In 1981 won hij de Jean-Claude Bouvy-Trofee, de Gentse supporterstrofee. In 1984 veroverde hij met Gent de Beker van België.
Na het seizoen 1988/89 verhuisde hij naar Germinal Ekeren. Later speelde hij ook nog voor Francs Borains en KVK Ninove.
Luc Criel overleed op 60-jarige leeftijd aan een slepende ziekte.